# Kumazawa Banzan
Kumazawa Banzan est un nom japonais traditionnel ; le nom de famille (ou le nom d'école), Kumazawa, précède donc le prénom (ou le nom d'artiste).
Kumazawa Banzan (熊沢 蕃山), 1619 - 9 septembre 1691, est un philosophe japonais adepte de la branche du néoconfucianisme appelée « études Wang Yangming » {en japonais Yōmeigaku: 陽明学}, du début de l'époque d'Edo. Son nom d'enfance (yōmei) est Sashichirō (左七郞), son imina Hakukei (伯継), également lu Shigetsugu. Son nom commun (azana) est Ryōkai (soit 了介, soit 良介), et il est communément connu sous les noms personnels (tsūshō) Jirōhachi (次郎八) ou Suke'emon (助右衛門). Son nom de courtoisie (gō) le plus courant est Sokuyūken (息游軒). Son surnom « Kumazawa » (熊沢) est changé pour celui de « Shigeyama » (蕃山) en 1660 et le précédent, lu Banzan en sino-japonais, devient son titre de courtoisie à titre posthume, par lequel il est communément connu, même aujourd’hui.

## Yōmeigaku
Yōmeigaku est le terme japonais qui désigne une école du néo-confucianisme associée à son fondateur, le philosophe chinois Wang Yangming, caractérisée par l'introspection et l'activisme, et qui exerce une profonde influence sur les révisions japonaises de la théorie politique et morale confucéenne au Japon au cours de l'époque d'Edo.

## Biographie

### Jeunesse
Il naît à Kyoto Inari (de nos jours Shimogyō-ku, Kyoto), l'ainé de six enfants. Son père, rōnin, s'appelle Nojiri Tōbei Kazutoshi (野尻藤兵衛一利) et sa mère Kamejo (亀女). À l'âge de huit ans, il est adopté par son grand-père maternel, Kumazawa Morihisa (熊沢守久), samouraï au service de Tokugawa Yorifusa, le daimyo du domaine de Mito, et tient de lui son nom de Kumazawa.

### Études auprès de Nakae Tōju
En 1634, par l'entremise de Itakura Shigemasa (板倉重昌), obligé fudai des Tokugawa, il sert comme page auprès d'Ikeda Mitsumasa (池田光政), le daimyo du domaine d'Okayama dans la province de Bizen. Il quitte Ikeda pour un temps, et retourne chez son grand-père à Kirihara dans la province d'Ōmi (à présent Ōmihachiman, préfecture de Shiga).

### Au domaine d'Okayama
En 1645, de nouveau grâce à la recommandation de la famille Kyōgoku, il travaille au domaine d'Okayama. Comme les idées de Mitsumasa penchent vers le Yōmeigaku, il fait grand usage de Banzan, et l'estime pour avoir étudié auprès de Tōju. Banzan travaille essentiellement pour l'école Han appelée Hanabatake Bokujō (花畠教場), dont le nom signifie « Ferme du champ de fleurs ». Cette école ouvre en 1641, ce qui en fait l'une des premières au Japon. En 1647, Banzan est nommé assistant, avec un revenu (知行) de 300 koku. En 1649, il part pour Edo en compagne de Mitsumasa.
En 1650, il est promu chef d'un groupe d'artilleurs (鉄砲組). En 1651, il rédige les règlements pour un hanazonokai (花园 会), littéralement « club de jardinage de fleurs », un endroit pour l'éducation des gens ordinaires. C'est la mise en œuvre initiale de la première école au Japon pour éduquer les gens du peuple, Shizutani Gakkō (閑谷学校), ouverte en 1670, après que Banzan a quitté le service du domaine treize ans auparavant. En 1654, lorsque les plaines de Bizen sont dévastées par les inondations et une famine à grande échelle, il met toute son énergie à aider Mitsumasa aux efforts de secours. Avec Tsuda Nagatada (津田永忠), il travaille en tant qu'assistant de Mitsumasa, à établir le début d'un gouvernement de domaine dans le domaine d'Okayama. Il travaille pour produire des stratégies entièrement développées sur l'agriculture, y compris les moyens de fournir des secours aux agriculteurs à petite échelle et des projets d'ingénierie des terres pour gérer montagnes et rivières. Toutefois, ses réformes audacieuses de gouvernement de domaine le mettent en opposition avec les anciens (家老, karō) conservateurs. Par ailleurs, alors que Banzan est adepte du Yōmeigaku, la philosophie officielle du shogunat d'Edo est une forme différente de néo-confucianisme, le Shushigaku (朱子学). Banzan est critiqué par des personnalités telles que Hoshina Masayuki (保科正之) et Hayashi Razan (林羅山). En fait, Banzan est le premier d'une série de notables néo-confucéens qui se trouvent confrontés au pouvoir critique croissant des lettrés du clan Hayashi.
C'est la raison pour laquelle Banzan n'a pas d'autre choix que de quitter le service du château d'Okayama et de vivre caché à Shigeyama-mura (蕃山村), district de Wake, (maintenant Shigeyama, à Bizen, préfecture d'Okayama). Le nom « Banzan » est dérivé du mot « Shigeyama ». Sa demeure se trouvait à Banzan-chō (蕃山町), Okayama-shi.

### Éloigné du pouvoir
Finalement, en 1657, incapable de résister à la pression du shogunat et des seigneurs de domaine, il quitte le domaine d'Okayama.
En 1658, il s'installe à Kyoto et ouvre une école privée (juku). En 1660, à la demande de Nakagawa Hisakiyo (中川久清), il se rend à Tateda, près d'Oita, où il donne des directives pour le management des terres. En 1661, sa renommée a grandi et il se retrouve de nouveau sous la surveillance du shogunat qui finalement le fait chasser de Kyoto par Makino Chikashige (牧野親成), assistant du chef du Kyoto shoshidai (京都所司代).
En 1667, il s'enfuit à Yoshinoyama, province de Yamato (aujourd'hui Yoshino, Nara). Il déménage ensuite pour vivre dans la clandestinité à Kaseyama (鹿背山) dans la province de Yamashiro (aujourd'hui Kizugawa près de Kyoto). En 1669, sur ordre du shogunat, il est placé sous le contrôle de Matsudaira Nobuyuki (松平信之), seigneur du domaine d'Akashi (明石藩) dans la province de Harima. En 1683, tandis que Nobuyuki est transféré dans la province de Kōriyama, il s'installe à Yatayama (矢田山), dans la province de Yamato (de nos jours Yamatokoriyama dans la préfecture de Nara). En 1683, il reçoit une invitation du tairō (大老) Hotta Masatoshi (堀田正俊), mais la refuse. Après avoir servi le district Okayama, après qu'il a quitté la fonction publique, il écrit souvent et critique les politiques du shogunat, en particulier le sankin-kōtai (参勤交代), le Heinō Bunri (兵農分離) (politique interdisant aux individus extérieurs à la classe des samouraï de s'armer), et le système héréditaire. Il critique également le gouvernement du domaine d'Okayama.
L'objectif de Banzan est de réformer le gouvernement japonais en préconisant l'adoption d'un système politique fondé sur le mérite plutôt que sur l'hérédité et l'emploi de principes politiques pour renforcer le système du mérite.
En 1687, il est placé sous le contrôle de Matsudaira Tadayuki (松平忠之), seigneur du domaine de Koga (古河藩), province de Shimousa (下総国) et héritier de Matsudaira Nobuyuki, et il lui est ordonné de rester à l'intérieur du château de Koga. En 1691, le confucéen rebelle tombe malade et meurt au château de Koga à l'âge de 74 ans.

### Postérité
Les restes de Banzan sont enterrés par Tadayuki avec beaucoup de cérémonie au Keien-ji (鮭延寺), à Ōtsutsumi (大堤), aujourd'hui Koga dans la préfecture d'Ibaraki. L'inscription initiale sur la pierre tombale est « tombe de  Sokuyūken » (息游軒墓), en référence à son nom posthume, mais cette inscription est plus tard remplacée par « tombe de Kumazawa Sokuyūken Hatsukei » (熊沢息游軒伯継墓).
Au cours de la période du bakumatsu, la philosophie de Banzan revient au premier plan et influence considérablement la structure du gouvernement. Favorisée par, entre autres, Fujita Tōko (藤田東湖) et Yoshida Shōin (吉田松陰), elle devient une force motrice dans le renversement du gouvernement du shogunat. Katsu Kaishū loue Banzan comme « un héros en habits confucéens ».
En dehors du domaine de la politique, Banzan devient progressivement une sorte de héros culturel parce que ses actes et ses paroles montrent un souci constant pour les gens du commun et les pauvres. Il est loué pour sa résistance à l'imposition de politiques corrompues et de charges bureaucratiques sur les gens ordinaires.
En 1910, le gouvernement honore Banzan du titre de « Quatrième rang supérieur » (正四位), en reconnaissance de sa contribution au développement de l'éducation durant l'époque d'Edo.

## Écrits
- Shūgi Washo (集義和書?)
- Shūmu Gaisho (集義外書?)
- Daigaku Wakumon (大学或問?)

## Descendance
- Famille Nojiri (野尻氏?)

Shōgen (将監) - Kyūbē Shigemasa (久兵衛重政) - Tōbei Kazutoshi (藤兵衛一利) - Banzan
- Famille Kumazawa (熊沢氏?)

Shinsaemon Hiroyuki (新左衛門廣幸) - Yasaemon Hirotsugu (八左衛門廣次) - Heisaburō Moritsugu (平三郎守次) - Hansaemon Morihisa (半右衛門守久) - Kamejo (亀女) - Banzan

## Source de la traduction
- (en) Cet article est partiellement ou en totalité issu de l’article de Wikipédia en anglais intitulé « Kumazawa Banzan » (voir la liste des auteurs).